# Juan Manuel Cafferata
Juan Manuel Cafferata (Buenos Aires, 1 de abril de 1852-Córdoba, 23 de septiembre de 1920) fue un abogado y político argentino, gobernador de la provincia de Santa Fe entre 1890–1893.

## Biografía
Juan Manuel nació en Buenos Aires. Su padre, Juan Lorenzo Cafferatta, se dedicaba al comercio y tráfico fluvial. Estudió en el Colegio de la Inmaculada de la ciudad de Santa Fe, al que ingresó en 1863. 
Más tarde se incorporó a la escuela de derecho de la misma ciudad para luego pasar a la Universidad Nacional de Córdoba donde recibió el título de doctor en jurisprudencia, rindiendo su tesis el 12 de septiembre de 1881.
Regresó a Rosario donde ejerció su profesión por algún tiempo para luego hacerse cargo de la Jefatura Política de la ciudad.
Fue ministro de gobierno de Manuel María Zavalla, José Gálvez y Luciano Leiva, lo que lo llevaron a ser designado gobernador el 7 de abril de 1890 dirigiendo los destinos de Santa Fe hasta los primeros días del mes de agosto de 1893, momento en que renunció porque la revolución de 1893, protagonizada por la UCR, cuestionaba la ilegitimidad de las elecciones que lo llevaron al poder.
Durante su administración se creó el Colegio de Artes y Oficios (1890) en Rosario, hoy Colegio San José, a cargo de la orden salesiana. Además, fue quien inauguró oficialmente la Universidad Provincial de Santa Fe, hoy Universidad Nacional del Litoral, proyectada durante el Gobierno de Gálvez.
Queriendo alejarse de la escena política se trasladó con su familia a Buenos Aires y fue tan mala la situación económica, que sus hijos debieron trabajar de noche mientras estudiaban en la universidad. [cita requerida]
Falleció en Córdoba, víctima de tuberculosis. Sus restos descansan en el cementerio El Salvador de la ciudad de Rosario.